# Chiasmodontidae
La famiglia Chiasmodontidae comprende 32 specie di pesci abissali e semiabissali, appartenenti all'ordine degli Scombriformes.

## Etimologia

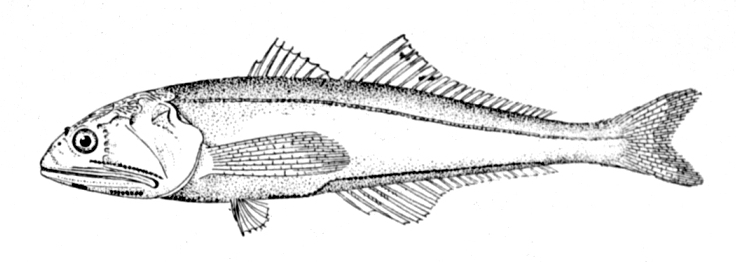
Pseudoscopelus scriptus

Il nome scientifico della famiglia deriva dall'unione delle parole greche chiasma (incrocio) e odous (dente), riferendosi evidentemente alla dentatura irta e incrociata delle prime specie descritte.

## Distribuzione e habitat
Queste specie sono diffuse nelle regioni meso e batipelagiche di tutti gli oceani, tra i 200 e i 4000 metri di profondità.

## Descrizione
Queste specie presentano una conformazione del corpo adatta alla vita di profondità, in un habitat povero di prede, dove ogni forma di vita incontrata è fonte di cibo: per questo hanno sviluppato stomaci dilatabili ed epidermidi elastiche, per contenere prede anche più grandi di loro, così come ossa più piccole, la presenza di fotofori, e neuromasti sulla pelle.

## Specie
La famiglia, che negli ultimi anni ha visto aumentare le specie descritte, attualmente (2013) comprende 32 specie:
- Chiasmodon asper
- Chiasmodon braueri
- Chiasmodon harteli
- Chiasmodon microcephalus
- Chiasmodon niger
- Chiasmodon pluriradiatus
- Chiasmodon subniger
- Dysalotus alcocki
- Dysalotus oligoscolus
- Kali colubrina
- Kali falx
- Kali indica
- Kali kerberti
- Kali macrodon
- Kali macrura
- Kali parri
- Pseudoscopelus altipinnis
- Pseudoscopelus aphos
- Pseudoscopelus astronesthidens
- Pseudoscopelus australis
- Pseudoscopelus bothrorrhinos
- Pseudoscopelus cephalus
- Pseudoscopelus cordilluminatus
- Pseudoscopelus lavenbergi
- Pseudoscopelus obtusifrons
- Pseudoscopelus odontoglossum
- Pseudoscopelus parini
- Pseudoscopelus paxtoni
- Pseudoscopelus pierbartus
- Pseudoscopelus sagamianus
- Pseudoscopelus scriptus
- Pseudoscopelus scutatus